# Bande Verte
La Bande Verte (青幫) est une triade chinoise active à Shanghai au début du XXe siècle jusqu'aux années 1950. Ses trois chefs sont Huang Jinrong (aussi policier), Du Yuesheng et Zhang Xiaolin (zh).

## Historique
La Bande Verte est une société secrète créée par Fong Toh-tak du monastère Shaolin dans le but de protéger les Chinois de l'ethnie des Han qui sont opprimés par les Mandchous de la dynastie Qing, et pour rétablir la dynastie Ming. Réunissant en son sein de nombreux hommes d'affaires, elle contrôle la quasi-totalité de l'activité criminelle de Shanghai, alors capitale mondiale du commerce de l'opium, notamment dans la concession française dont l'interlocuteur de 1919 à 1931 est Étienne Fiori.
Les activités principales de la Bande Verte sont le trafic d'opium, le jeu et la prostitution, mais aussi le contrôle des banques. En partageant avec le Kuomintang les profits tirés du trafic de drogue, la Bande Verte apporte un important soutien financier à Tchang Kaï-chek, qui noue de nombreux liens avec les dirigeants criminels durant son séjour à Shanghai de 1915 à 1923. Tchang Kaï-chek a d'ailleurs probablement été initié à ses secrets lorsqu’il travaille à Shanghai en 1919.
En outre, la Bande verte offre ses services pour disperser les réunions syndicales et les grèves. Le 12 avril 1927, elle est responsable du massacre d'environ 5 000 grévistes et sympathisants communistes, sur ordre du second dirigeant du Kuomintang, Tchang Kaï-chek. Ce dernier récompense le chef du gang, Du Yuesheng, en le nommant général.